# مصفورة متوسطة
مصفورة متوسطة (الاسم العلمي: Xanthorrhoea media) هي نوع من النباتات يتبع جنس المصفورة من فصيلة المصفورية.

## صور

Plant with flowering shoot
Close-up of flower
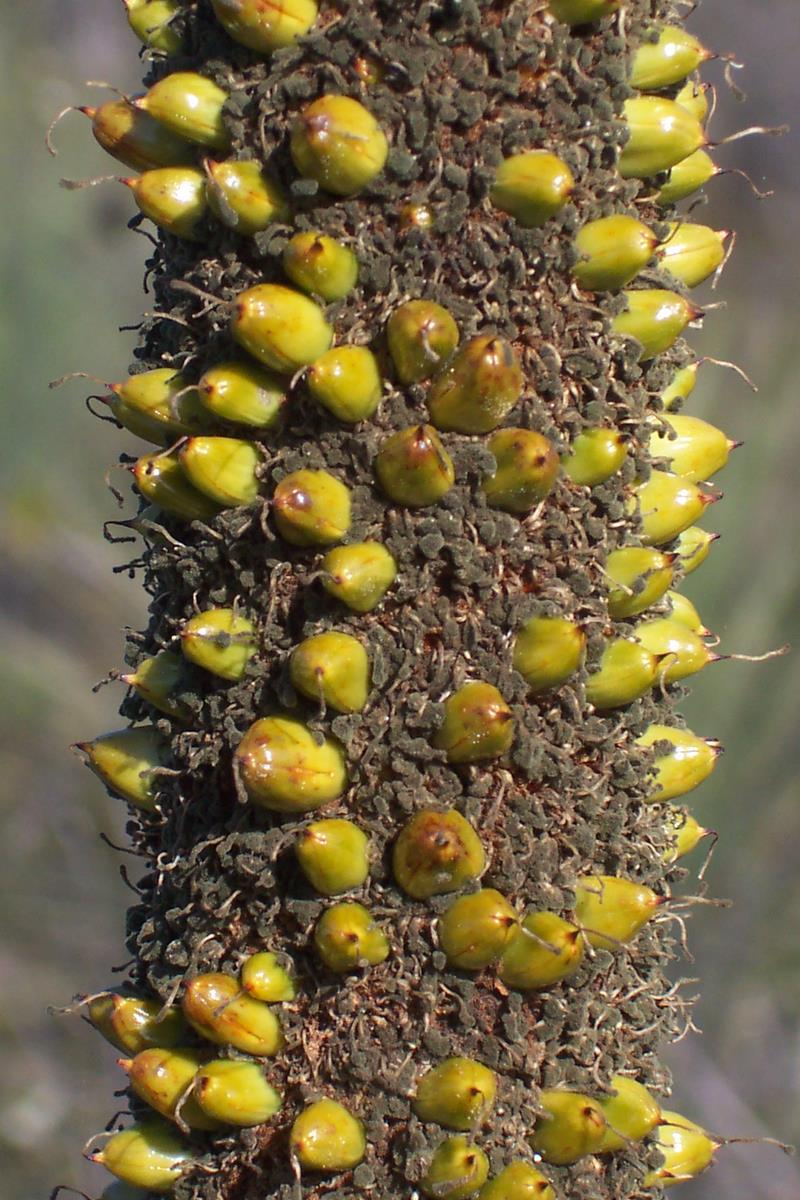
Close-up of fruit